# پیرووات کربوکسیلاز
پیرووات کربوکسیلاز (انگلیسی: Pyruvate carboxylase) یک آنزیم از خانوادهٔ لیگازهاست که در انسان توسط ژن «PC» کُدگذاری می‌شود. این آنزیم واکنش شیمیایی برگشت‌ناپذیر کربوکسیلاسیونِ پیرووات و تبدیل آن به اگزالواستات (OAA) را کاتالیز می‌کند.

## اهمیت بالینی
این آنزیم در محل تقاطع متابولیسم چربی و قند قرار دارد و فعالیت آن در بافت‌های قندساز، چربی ساز و لوزالمعده باید هماهنگ و تنظیم شود. در موارد پُرخوری، تولید پیرووات کربوکسیلاز در سلول‌های بتای لوزالمعده در پاسخ به بالارفتنِ گلوکز افزایش و بالعکس سطح آن در کبد تحتِ اثرِ انسولین کاهش می‌یابد. همچنین در چنین مواقعی، تولید این آنزیم در بافت چربی بیشتر می‌شود.
نقص در این آنزیم سبب بروز عارضهٔ «نقص پیرووات کربوکسیلاز» می‌شود که موجب تجمع اسید لاکتیک در بدن و اسیدوز لاکتیک می‌گردد. این بیماری می‌تواند منجر به هیپوگلیسمی در مبتلایان شود.